# Hem-Hardinval
Hem-Hardinval là một xã ở tỉnh Somme, vùng Hauts-de-France, Pháp.

## Địa lý
Thị trấn này tọa lạc trên đường D925 và đường D128 junction, khoảng 22 dặm Anh về phía đông bắc của Amiens bên bờ sông Authie, ở khu vực giáp ranh với tỉnh Pas-de-Calais..

## Dân số
| 1962                                                           | 1968 | 1975 | 1982 | 1990 | 1999 |
| -------------------------------------------------------------- | ---- | ---- | ---- | ---- | ---- |
| 171                                                            | 202  | 201  | 246  | 280  | 278  |
| Số liệu điều tra dân số từ năm 1962, dân số không tính hai lần |      |      |      |      |      |